# Lissone
Lissone és un municipi italià, situat a la regió de Llombardia i a la província de Monza i Brianza. L'any 2006 tenia 38.996 habitants.